# نسيج تحت الجلد
نسيج تحت الجلد (بالإنجليزية: subcutaneous tissue) هي الطبقة السفلى في الجهاز اللحافي في الفقاريات.
الخلايا الموجودة في نسيج تحت الجلد هي:
- الخلايا الليفية اليافعة
- الخلايا البلعمية الكبيرة
- الخلايا الدهنية

## تسميات أخرى
- نسيجة تحت الجلد (بالإنجليزية: hypodermis)
- اللُحمة (بالإنجليزية: hypoderm)
- تحت الجلد (بالإنجليزية: subcutis)
- اللفافة السطحية (بالإنجليزية: Superficial fascia)